# Ilhkoodin-kaiyaah
Ilhkoodin-kaiyaah (iLkodANkaiya, Yoiyidee'-kaiyaah, Ihikodang-kaiya), jedna od bandi Indijanaca s istočne strane Eel Rivera u Kaliforniji, u savezu s Kekawakama, naseljena u 19. stoljeću od Boulder Creeka sjeverno možda do granice s plemenom Lassik, a po svoj prilici predstavljaju jedan poseban narod, nekoć prilično brojan s tamošnje prilike. 
Značenje ime ove bande nije poznato, dok naziv Yoiyidee'-kaiyaah znači  'far north - band' 

## Vanjske poveznice
- Wailaki band and place names and their meanings